# La Bastida de Denat
La Bastida de Denat (en francès Labastide-Dénat) és un antic municipi francès, situat al departament del Tarn i a la regió d'Occitània, aplegat amb Puòggoson des del 1er de gener de 2017.

## Demografia
| 1851                                       | 1962 | 1968 | 1975 | 1982 | 1990 | 1999 | 2006 | 2014 |
| ------------------------------------------ | ---- | ---- | ---- | ---- | ---- | ---- | ---- | ---- |
| 360                                        | 195  | 198  | 199  | 218  | 256  | 239  | 348  | 388  |
| Des de 1962: població sense dobles comptes |      |      |      |      |      |      |      |      |

## Administració
| Període                | Identitat     | Partit |
| ---------------------- | ------------- | ------ |
| 2001-2014              | William Nion  |        |
| 2014- decembre de 2016 | Jacques Royer |        |